# Сатпаевит
Сатпаевит — минерал ванадат. Тонкозернистые рыхлые агрегаты с кристаллами до 0.1 мм.

## Описание
Химическая формула сатпаевита: {\displaystyle \mathrm {Al_{12}{\color {Cerulean}{V}}_{2}^{4+}{\color {Cerulean}{V}}_{6}^{5+}O_{37}\bullet 30H_{2}O} }
Цвет: канареечно-жёлтый, шафранно-жёлтый, зеленовато-жёлтый до оливкового. Блеск матовый, отлив перламутровый.
Описан в 1959 году Е. А. Анкинович (1911—1991)
Назван в честь советского геолога академика Каныша Имантаевича Сатпаева, первого президента Академии наук Казахской ССР.

## Месторождения
Обнаружен в ванадиевых месторождениях Каратауского ванадиевого бассейна (Курумсак, Баласаускандык, Северо-Западный Каратау) в Южном Казахстане.
Встречается в зоне окисления ванадиеносных углисто-глинистых сланцев на глубине до 1.5 м.
Ассоциирует с гипсом, штейгеритом, хьюэттитом, дельвокситом.